# Sekundærrute 162
Sekundærrute 162 er en rutenummereret landevej på Fyn.

Landevejen strækker sig fra Odense til Bogense via Otterup. Vejen er cirka 40 kilometer lang.